# Kule Mbombo
Richard Kule Mbombo (Kinshasa, 10 maggio 1996) è un calciatore congolese (Repubblica Democratica del Congo), attaccante dell'Hapoel Akko.

## Carriera
Il 21 gennaio 2020 viene acquistato a titolo definitivo dalla squadra lettone del Riga FC.

## Statistiche

### Presenze e reti nei club
Statistiche aggiornate al 2 aprile 2024.
| Stagione            | Squadra             | Campionato          | Campionato | Campionato | Coppe nazionali | Coppe nazionali | Coppe nazionali | Coppe continentali | Coppe continentali | Coppe continentali | Altre coppe | Altre coppe | Altre coppe | Totale | Totale |
| Stagione            | Squadra             | Comp                | Pres       | Reti       | Comp            | Pres            | Reti            | Comp               | Pres               | Reti               | Comp        | Pres        | Reti        | Pres   | Reti   |
| ------------------- | ------------------- | ------------------- | ---------- | ---------- | --------------- | --------------- | --------------- | ------------------ | ------------------ | ------------------ | ----------- | ----------- | ----------- | ------ | ------ |
| mar.-apr. 2016      | Vita Club           |                     | -          | -          |                 | -               | -               | CCL                | 3                  | 2                  |             | -           | -           | 3      | 2      |
| 2017-2018           | Beerschot VA        | D2                  | 7+9        | 2+1        | CB              | 0               | 0               |                    | -                  | -                  |             | -           | -           | 16     | 3      |
| ago. 2018           | Beerschot VA        | D2                  | 1          | 0          | CB              | -               | -               |                    | -                  | -                  |             | -           | -           | 1      | 0      |
| Totale Beerschot VA | Totale Beerschot VA | Totale Beerschot VA | 17         | 3          |                 | 0               | 0               |                    | -                  | -                  |             | -           | -           | 17     | 3      |
| set.-dic. 2018      | AS Trenčín          | SL                  | 1          | 0          | CS              | 0               | 0               |                    | -                  | -                  |             | -           | -           | 1      | 0      |
| 2019                | Qaisar              | PL                  | 26         | 9          | CK              | 5               | 1               |                    | -                  | -                  |             | -           | -           | 31     | 10     |
| 2020                | Riga FC             | VL                  | 21         | 12         | CL              | 1               | 0               | UCL+UEL            | 1+1                | 0                  |             | -           | -           | 24     | 12     |
| mar.-giu. 2021      | Sūduva              | A                   | 17         | 8          | CL              | 2               | 1               |                    | -                  | -                  |             | -           | -           | 19     | 9      |
| giu.-set. 2021      | Riga FC             | VL                  | 2          | 0          | CL              | 0               | 0               | UCL                | 2                  | 0                  |             | -           | -           | 4      | 0      |
| 2021-gen. 2022      | Dibba Al Hisn       | PD                  | ?          | ?          |                 | -               | -               | -                  | -                  | -                  |             | -           | -           | ?      | ?      |
| 2022                | Sūduva              | A                   | 25         | 11         | CL              | 0               | 0               | UEL                | 2                  | 0                  |             | -           | -           | 27     | 11     |
| Totale Sūduva       | Totale Sūduva       | Totale Sūduva       | 42         | 20         |                 | 2               | 1               |                    | 2                  | 0                  |             | -           | -           | 46     | 20     |
| gen.-giu. 2023      | NorthEast Utd       | ISL                 | 6          | 0          | SC              | 0               | 0               |                    | -                  | -                  | DC          | -           | -           | 6      | 0      |
| mag.-ago. 2023      | Telavi              | EL                  | 7          | 0          | ST              | 0               | 0               |                    | -                  | -                  | -           | -           | -           | 7      | 0      |
| 2023-2024           | Hapoel R. HaSharon  | LL                  | 25         | 8          | CI              | 2               | 2               |                    | -                  | -                  | -           | -           | -           | 27     | 10     |
| Totale carriera     | Totale carriera     | Totale carriera     | 147        | 51         |                 | 10              | 4               |                    | 9                  | 2                  |             | -           | -           | 166    | 57     |

## Palmarès

### Club

#### Competizioni nazionali
- Coppa del Kazakistan: 1

Qaýsar: 2019
- Campionato lettone: 1

Riga FC: 2020
- Supercoppa di Lituania: 1

Sūduva: 2022